# 2687 Tortali
2687 Tortali eller 1982 HG är en asteroid i huvudbältet som upptäcktes den 18 april 1982 av den brittiske astronomen Martin Watt vid Anderson Mesa Station. Den är uppkallad efter guden Tortali.
Asteroiden har en diameter på ungefär 14 kilometer.